# Mikouline AM-3
Le Mikouline AM-3, aussi parfois désigné RD-3, est un turboréacteur à simple flux d'origine soviétique, conçu par l'OKB Mikouline (OKB no 300). Développé en particulier pour le Tupolev Tu-16 (Izdeliye 88) à partir de 1948, il fut d'abord connu sous la désignation AMRD-03, puis devint AM3 au début de sa production en 1950. Il s'agissait alors du turboréacteur le plus puissant du monde.
Après le retrait de Mikouline de la direction de l'OKB-300, il fut rebaptisé RD-3.

## Conception et développement
Le moteur fut testé à partir d'un laboratoire volant, créé à partir d'un Tupolev Tu-4 modifié. Les essais gouvernementaux, sur le prototype no 25-14, commencèrent en novembre 1952, et le 29 décembre de la même année, le colonel Alexeïev, président de la commission valida les essais du moteur.
La décision du lancement de la production en série du moteur, dans l'usine no 16 de Kazan, avait cependant été prise avant la fin des essais pour l'État.

## Caractéristiques
L'AM-3 était un turboréacteur à simple flux, doté d'un compresseur axial à deux corps, le corps basse-pression étant constitué d'un étage et le corps haute-pression de huit étages. L'ensemble était mis en mouvement par une turbine axiale à deux étages. Entre la turbine et le compresseur se trouvaient 14 tubes à flammes contenus dans un carénage annulaire. La longueur était de 5 380 mm et le diamètre de 1 400 mm, pour une masse de 3 100 kg.
À puissance maximale au décollage, la poussée produite était de 85,3 kN à une vitesse de rotation de 4 650 tr/min. En fonctionnement continu, la vitesse de rotation était d'environ 4 350 tr/min et la poussée produite était de 70 kN.
La première version du moteur avait une durée de vie de seulement 100 heures. Ensuite apparurent les versions AM-3 série 2 et série 3, à la durée de service prolongée. La version suivante, AM-3M (RD-3M), était dotée d'une puissance accrue, d'une consommation de carburant réduite et d'une durée de vie de 200 heures. La version la plus réussie était la version RD-3M-500, avec une durée de vie entre révisions majeures de 500 heures, mais qui tenait fréquemment 2 000 heures sans connaître de défaillances. Elle fut équipée d'un « mode d'urgence », qui permettait d'augmenter momentanément la poussée en cas de défaillance d'un moteur au décollage.

## Versions
- AM-3 : Première version de production, d'une durée de vie de 100 heures ;
- AM-3 série 2 : Version à la durée de vie prolongée ;
- AM-3 série 3 : Version à la durée de vie prolongée ;
- AM-3A : Version équipant les premières séries du M-4 ;
- AM-3D : (en russe : « AM-3Д ») Version équipant le M-4, d'une poussée de 85,6 kN ;
- AM-3M (RD-3M) : (en russe : « AM-3M (РД-3М) ») Version à la puissance majorée, dotée d'une consommation diminuée et d'une durée de service de 200 heures ;
- AM-3M-200, AM-3M-500, AM-3M-500A : Versions encore améliorées, avec une poussée maximale de 93,1 kN ;
- WP-8 : Copie chinoise de l'AM-3, dotée d'une poussée de 91,3 kN, utilisée par le Xian H-6 (lui-même une copie du Tu-16).

## Applications
- Tupolev Tu-16 : 2 x AM-3M ;
- Tupolev Tu-104 : 2 x AM-3M-500 ;
- Miassichtchev M-4 : L'AM-3A a équipé les premières versions du M-4, avant d'être remplacé par le Dobrynine RD-7, moins gourmand et plus performant, en 1954[2] ;
- Xian H-6 : 2 x WP-8.